# 状態
状態（じょうたい、英語: state）は、
ある事物・対象の、時間とともに変化しうる性質・ありさま等を指す言葉である。
分野によってさまざまな意味で使われ、上記の説明とはそぐわない場合もある。

## 状態という言葉が使われる例
- 物理学
  - 物質の状態
    - 固体、液体、気体、プラズマ
    - ボース＝アインシュタイン凝縮、フェルミ凝縮

  - 古典力学・解析力学における、力学系の状態
  - 熱力学・統計力学の巨視的状態、状態量
  - 量子論の状態ベクトル・量子状態、統計力学の微視的状態
- 数学
  - 状態 (関数解析学)（英語版）
  - 力学系の状態（英語版）
- 制御理論の状態変数、状態方程式
- 電気回路理論の状態方程式
- 情報科学・情報工学
  - 状態遷移系・オートマトンの状態
  - オブジェクト指向プログラミングにおける、オブジェクトの状態
  - デザインパターンのひとつState パターンで表現される状態
  - 論理回路の状態